# João Pedro da Ponte
João Pedro Mendes da Ponte (n.1953) é professor catedrático de Didática da Matemática, licenciado em Matemática pela Universidade de Lisboa (1979), Doutor em Educação Matemática pela Universidade da Georgia (EUA) (1984), com orientação de Jeremy Kilpatrick e James Wilson, e com Agregação pela Universidade de Lisboa (1995). Foi Diretor do Instituto de Educação da Universidade de Lisboa, desde a sua criação em 2010 até 2018.

## Carreira
Após o doutoramento em 1984, criou os mestrados e doutoramentos em Didática da Matemática na Faculdade de Ciências da Universidade de Lisboa, dando corpo ao desenvolvimento desta área científica de estudos educacionais em Portugal. Reuniu à sua volta um conjunto de professores que promoveram o primeiro encontro nacional de professores de Matemática que viria dar origem à criação da Associação de Professores de Matemática (APM) em 1985, da qual se mantém como colaborador.
Centrando a sua atividade sobre o ensino da Matemática, é autor de diversos livros, entre os quais Investigações matemáticas na sala de aula (2003), que influenciou fortemente as orientações curriculares brasileiras para o ensino desta disciplina. O livro Didáctica da Matemática para o 1.º ciclo do ensino básico (2000) tem sido usado para formar sucessivas gerações de professores do 1.º ciclo em Portugal. Em Histórias de investigações matemáticas (1998) expõe uma perspetiva original sobre o conhecimento profissional do professor de Matemática. Coordenou a elaboração do Programa de Matemática do Ensino Básico de 2007.
Dedicou-se também à problemática da introdução das Tecnologias de Informação e Comunicação (TIC) no sistema de ensino em Portugal tendo sido um dos principais impulsionadores do Projeto Minerva, coordenando o Pólo da FCUL e realizando a avaliação interna final do projeto com publicação bilingue MINERVA PROJECT: Introducing NIT in Portugal (1994). Elaborou também o relatório sobre a adequação da formação de professores ao Processo de Bolonha que deu origem à legislação portuguesa atual sobre a formação inicial de professores.
Coordenou diversos projetos de investigação com financiamento externo de Didática da Matemática, Formação de Professores e Tecnologias de Informação e Comunicação (TIC). A sua investigação atual incide sobre a prática profissional, conhecimento e desenvolvimento profissional do professor de Matemática, com especial atenção ao ensino-aprendizagem dos números, álgebra e raciocínio matemático. Trabalha presentemente com a metodologia de estudos de aula, estudando as suas potencialidades e as condições de realização em Portugal.
É um investigador destacado no campo da Didática da Matemática internacional, tendo sido professor visitante em várias Universidades no Brasil (Universidades Federal de Belo Horizonte, Belo Horizonte, Federal do Paraná, Curitiba, UNICAMP, Campinas e UNESP, Rio Claro), em Espanha (Universidade de Barcelona, Granada, Huelva e Salamanca) e nos Estados Unidos da América (Universidades da Georgia e de San Diego). Foi membro da Direção (1988-92) do International Group for the Psychology of Mathematics Education (IGPME), a principal organização mundial dedicada à investigação em educação matemática. Foi membro fundador da organização europeia dedicada à investigação no ensino desta disciplina, tendo sido membro do respetivo Board (2011-2017), com a responsabilidade da organização das Escolas de Verão internacionais para doutorandos em Didática da Matemática. É editor associado da revista Journal of Mathematics Teacher Education.

## Publicações
- Ponte, J. P. (2017). Investigações matemáticas e investigações na prática profissional. São Paulo, Brasil: Livraria da Física.
- Strutchens, M. E., Huang, R., Losano, L., Potari, D., Ponte, J. P., Cyrino, M. C. C. T., & Zbiek, R. M. (2016). The mathematics education of prospective secondary teachers around the world. New York, NY: Springer.
- Ponte, J. P., Brocardo, J., & Oliveira, H. (2003). Investigações matemáticas na sala de aula. Belo Horizonte: Autêntica.
- Ponte, J. P., Oliveira, H., Cunha, H., & Segurado, I. (1998). Histórias de investigações matemáticas. Lisboa: IIE.
- Ponte, J. P., & Serrazina, L. (2000). Didáctica da Matemática para o 1.º ciclo do ensino básico. Lisboa: Universidade Aberta.
- Ponte, J. P. (1994). MINERVA PROJECT: Introducing NIT in Portugal. Lisbon: DEPGEF / Ponte, J. P. (1994). O Projecto MINERVA: Introduzindo as NTI na educação em Portugal. Lisboa: DEPGEF.

Publicou ainda numerosos artigos, nomeadamente em revistas com fator de impacto, como Educational Studies in Mathematics, ZDM-The International Journal on Mathematics Education, Journal of Mathematics Teacher Education,  IberoAmericana de Matematica Educativa, e Boletim de Educação Matemática.
- Brunheira, L., & Ponte, J. P. (2019). From the classification of quadrilaterals to the classification of prisms: An experiment with prospective teachers. The Journal of Mathematical Behavior, 53, 65-80.
- Mata-Pereira, J., & Ponte, J. P. (2017). Enhancing students’ mathematical reasoning in the classroom: Teacher actions facilitating generalization and justification. Educational Studies in Mathematics, 96: 169. https://doi.org/10.1007/s10649-017-9773-4
- Ponte, J. P. (2017). Lesson studies in initial mathematics teacher education. International Journal for Lesson and Learning Studies, 6(2), 169-181.
- Ponte, J. P., Santos, L., Oliveira, H., & Henriques, A. (2017). Research on teaching practice in a Portuguese initial secondary mathematics teacher education program. ZDM Mathematics Education, 49, 291–303.
- Ponte, J. P., & Quaresma, M. (2016). Teachers’ professional practice conducting mathematical discussions. Educational Studies in Mathematics. 93(1) 51-66.
- Ponte, J. P., Quaresma, M., Mata-Pereira, J., & Baptista, M. (2016). O estudo de aula como processo de desenvolvimento profissional de professores de matemática. BOLEMA, 30(56), 868-891.
- Matos, A. S., & Ponte, J. P. (2009). Exploring functional relationships to foster algebraic thinking in grade 8. Quaderni di Ricerca in Didattica, Supplemento n.4 al n. 19, 25-34.
- Martinho, M. H., & Ponte, J. P. (2009). Communication in the classroom: Practice and reflection of a mathematics teacher. Quaderni di Ricerca in Didattica, Supplemento n.4 al n. 19, 35-43.
- Viseu, F., & Ponte, J. P. (2009). Desenvolvimento do conhecimento didáctico do futuro professor de Matemática com apoio das TIC. RELIME, 12(3), 383-413.
- Matos, A., & Ponte, J. P. (2008). O estudo de relações funcionais e o desenvolvimento do conceito de variável em alunos do 8.º ano. RELIME, 11(2), 195-231.
- Ponte, J. P. (2007). Investigations and explorations in the mathematics classroom. ZDM, 39(5-6), 419-430.
- Ponte, J. P. (2006). Estudos de caso em educação matemática. Bolema, 25, 105-132. (Revista do Programa de Pós-Graduação em Educação Matemática do IGCE – Instituto de Geociências e Ciências Exatas, UNESP – Universidade Estadual Paulista, Rio Claro, Brasil).
- Ponte, J. P. (2005). O interaccionismo simbólico e a pesquisa sobre a nossa própria prática. Revista Pesquisa Qualitativa, 1, 107-134. (Revista da Sociedade de Estudos e Pesquisa Qualitativos, Brasil).
- Ponte, J. P. (2004). As equações nos manuais escolares. Revista Brasileira de História da Matemática, 4(8), 149-170.
- Ponte, J. P., Oliveira, H., & Varandas, J. M. (2002). Development of pre-service mathematics teachers’ professional knowledge and identity working with information and communication technology. Journal of Mathematics Teacher Education, 5(2), 93-115.
- Ponte, J. P. (2000). Tecnologias de informação e comunicação na formação de professores: Que desafios? Revista Iberoamericana de Educación, 24, 63-90. (Revista da Organização de Estados Iberoamericanos).